# Leonid Govorov
Leonid Aleksandrovitj Govorov, född 22 februari 1897, död 19 mars 1955, var en rysk general.
Leonid Govorov deltog i tsararmén under första världskriget som artilleriofficer. Under Vinterkriget var han chef vid slutoffensiven på Karelska näset, han hävde den tyska belägringsringen öster om Leningrad i början av 1943 samt anföll i början av 1944 tyska fronten söder om Leningrad och tvingade denna tillbaka först mot Narva och Pskov samt senare mot östersjökusten. I juni 1944 ledde han det ryska genombrottet på Karelska näset och blev marskalk samma år.